# Наш Івасюк
«Наш Івасюк» — четвертий студійний альбом львівського рок-гурту «Плач Єремії», виданий у 2002 році та присвячений пісенній спадщині Володимира Івасюка (триб'ют).

## Історія створення
На зламі століття Тарас Чубай, у творчій колаборації з різними музикантами, випустив поспіль три альбоми: «Наше Різдво» (1998), «Наші партизани» (2000) та «Наш Івасюк» (2002) у загальній концепції нагадати кожному українцеві де його дім, де мрії і де – вороги.
Для молоді першої чверті XXI століття відповідь на запитання хто виконує «Я піду в далекі гори» – гурт «Плач Єремії», оскільки інтерпретація цієї пісні запам’яталася саме у виконанні Тараса Чубая та його гурту. Проте, на думку Тараса, цей твір найкраще заспівала Квітка Цісик. «Для мене пісні Івасюка були єдиним промінчиком у совєтській музиці. Я виростав на музиці Віктора Морозова, на його піснях, а він також виконував пісні Володимира Івасюка. У 90-х роках з’являлося багато інтерпретацій пісень Івасюка. Багато з них були дуже не якісними, зроблені з несмаком. Я вирішив показати справжнє і достойне обличчя Володимира Івасюка».
Джерелом натхнення для версії пісні «Я піду в далекі гори» став концерт Боба Марлі, відомого виконавця реггі. Відповідно, версію «Плача Єремії» називають «сонячним реггі». Пісня на концертах завжди виконується з великим хором глядачів.
У ювілейний для Івасюка, 2009-й рік, музичним проектом «Наш Івасюк» розпочався мистецький марафон у Львівському національному академічному театрі опери та балету ім. Соломії Крушельницької, який зініціював Тарас Чубай. У концерті взяли участь вокальна формація «Піккардійська терція», гурти «Дивні» та «Кому вниз», струнний квартет камерного оркестру «Віртуози Львова» та Віктор Морозов.

## Композиції
1. «Водограй»
2. «Запроси мене у сни»
3. «Червона рута»
4. «Я піду в далекі гори»
5. «Я твоє крило»
6. «Пісня буде поміж нас»
7. «Капелюх»
8. «Над морем»
9. «Нестримна течія»

Бонуси
1. «Водограй» (струнний мікс)
2. «Над морем» (альтернативний мікс)
3. «Пісня буде поміж нас» (струнний мікс)

## Кліп
1999 року на пісню «Я піду в далекі гори» гурт «Плач Єремії» випустили кліп, який став першим у відеографії колективу, який на момент зйомок існував майже 10 років. Зйомки відбувалися у Києві на Троєщині через брак коштів на поїздку у гори. Бюджет кліпу склав 500 доларів та пляшка коньяку «Тиса».
Команда проєкту складалась з режисера й кліпмейкера Віктора Придувалова, оператора Ярослава Пілунського. Продакшн – «Short Stories», пост-продакшн – «Mental dRive studio».